# Claudio Boada Villalonga
Claudio Boada Villalonga (Barcelona, 14 de junio de 1920 - Palma de Mallorca, 22 de agosto de 2006) fue un ingeniero, banquero y empresario español.

## Biografía
Nació en Barcelona en 1920, en una familia de clase media. Su padre, que regentaba un negocio mayorista de ferretería, había vivido algunos años en Filipinas. Estudió en el colegio de los Escolapios de Barcelona. No pudiendo estudiar Ingeniería de Caminos, porque la única escuela de la especialidad estaba en Madrid, empezó a estudiar Ingeniería Industrial en la Universidad de Barcelona en 1940, en la que se doctoró en 1946, ampliando sus estudios posteriormente en diversos países europeos y en Estados Unidos.
Su primer trabajo fue en unos talleres de Tarrasa, Barcelona, pero en 1947 se trasladó a Tetuán, entonces capital del Protectorado Español de Marruecos, en donde dirigió una compañía de transportes eléctricos. Volvió a Barcelona en 1950, en donde empezó a colaborar como ingeniero en varias de las nuevas empresas creadas durante la postguerra por el régimen franquista. En 1957 fue nombrado presidente de ENASA, cargo que dejó en 1967 cuando fue nombrado presidente de Altos Hornos de Vizcaya. En 1970 dejó el cargo cuando fue nombrado por el ministro de Industria José María López de Letona, presidente del Instituto Nacional de Industria, cargo que ocupó hasta 1974.
El 1974 pasó al sector bancario, en el que desempeñó los cargos de presidente del Banco de Madrid, el Banco Catalán de Desarrollo y el Banco Hispano Americano, que consiguió sanear con éxito después de crisis que experimentó el banco durante los ochenta. Fue primer ejecutivo de numerosas empresas industriales españolas, como Pegaso, Ford España, en la que desempeñó un papel clave en la instalación de la factoría de Almusafes, de Altos Hornos de Vizcaya (desempeñando el cargo de presidente de nuevo entre 1977 y 1979), etc. y de entidades como la Asociación para el Progreso de la Dirección, APD.
En 1981 fue nombrado presidente del nuevo Instituto Nacional de Hidrocarburos, pero dimitió en 1985 para asumir la presidencia del Banco Hispano-Americano, que consiguió reflotar en 1986. En 1990 dejó la presidencia del banco, que pasó a presidir José María Amusátegui.
Con fama de buen gestor, durante su dilatada carrera fue uno de las personas más influyentes en el sector público y bancario español.
Falleció en Mallorca en 2006, a los 86 años de edad.

## Vida personal
Contrajo matrimonio con Eulalia Pallerés, con quien tuvo cinco hijos. En abril de 2003 recibió la Gran Cruz de la Orde Civil de Alfonso X el Sabio. También fue galardonado con la Gran Cruz de Isabel la Católica. Fue nombrado doctor honoris causa por la Universidad de Alcalá.